# Marco Casanova
Marco Casanova (ur. 7 czerwca 1976 w Chur) – szwajcarski narciarz alpejski. Startował w slalomie na igrzyskach w Nagano, ale nie ukończył zawodów. Jego najlepszym wynikiem na mistrzostwach świata było 13. miejsce w slalomie podczas mistrzostw w Vail w 1999 r. Najlepsze wyniki w Pucharze Świata osiągnął w sezonie 1998/1999, kiedy to zajął 48. miejsce w klasyfikacji generalnej.

## Sukcesy

### Puchar Świata

#### Miejsca w klasyfikacji generalnej
- 1997/1998 – 81.
- 1998/1999 – 48.
- 1999/2000 – 54.
- 2000/2001 – 109.
- 2001/2002 – 91.
- 2002/2003 – 146.
- 2003/2004 – 109.

#### Miejsca na podium
1. Sierra Nevada – 13 marca 1999 (slalom) – 3. miejsce